# Pressupost General de l'Entitat Local

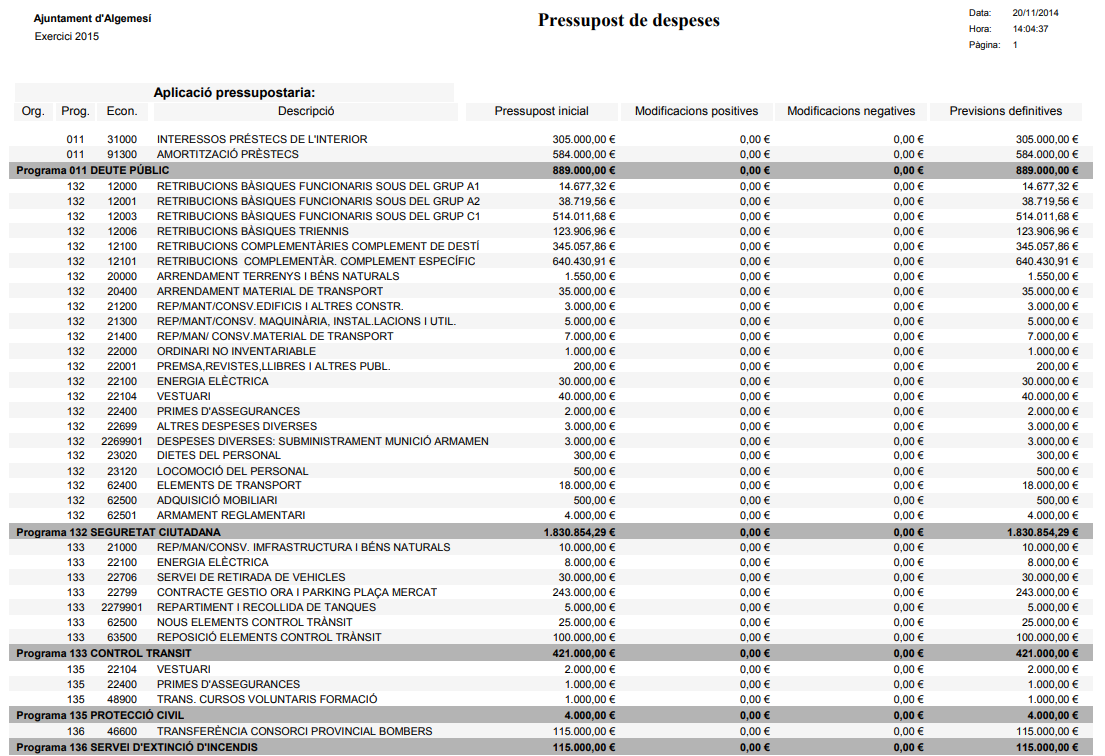
Exemple de despeses en el Pressupost Municipal d'Algemesí per al 2015.

El Pressupost General de l'Entitat Local és la previsió de despeses i ingressos d'una ens local. En el cas espanyol, està regulat per la Llei Reguladora de les Hisendes Locals (LRHL).

## Espanya
En l'administració local espanyola, el pressupost dels ens locals (i els organismes autònoms que en depenen d'aquests) és l'únic instrument de planificació econòmica.
Els pressupostos generals dels ens locals segueixen els principis generals pressupostaris següents:
- Universalitat (art. 143 LRHL): Implica la inclusió de tots els ingressos i totes les despeses.
- Anualitat
- Pressupost brut: Significa que els "drets liquidats i les obligacions reconegudes s'apliquen al pressupost pel seu import íntegre" excepte quan la llei autoritze quelcom contrari de manera explícita, exceptuant les "devolucions d'ingressos indeguts" (art. 146.3 LRHL).
- Equilibri pressupostari: Els pressupostos han de ser aprovats sense dèficit inicial i que ha de mantindre's l'equilibri durant l'execució del pressupost de manera constant.

Els "crèdits per a despeses s'han de destinar exclusivament a la finalitat específica assignada en el pressupost", tal com mana l'art. 153 LRHL.
La gestió dels pressupostos considera tres nivells:
- Nivell de pressupostació
- Nivell de vinculació jurídica
- Nivell d'execució

El pressupost ha d'estar acompanyat de les bases d'execució, tal com marca l'art. 146 LRHL.
L'elaboració i aprovació del pressupost segueix els següents passos:
1. El President de l'ens local forma el pressupost. Els organismes autònoms i les societats de capital local o mixt remitiran a l'ens local que depenen els seus pressupostos abans del 15 de setembre de cada any.
2. Perquè passe a sotmetre's al Ple, a partir del 10 d'octubre de cada any, s'adjunta al pressupost la documentació que exigeix l'art. 18 del Reial decret 500/90.
3. El Ple aprova el pressupost amb una majoria simple i aquest és sotmés a la informació pública durant 15 dies amb edicte publicat al Butlletí Oficial de la Província.
4. Si no es presenten reclamacions, és considerat aprovat de manera definitiva. Si se'n presenten, el Ple compta amb un termini d'un mes per a resoldre-les.[6] L'aprovació cal realitzar-se abans del 31 de desembre de l'any anterior a l'exercici aplicable per part del pressupost.[7]
5. Quan és publicat al butlletí oficial provincial, entra en vigor i s'envia una còpia al butlletí oficial de la Comunitat Autònoma i al de l'estat.[7]

La modificació del pressupost està previst a l'art. 34 del Reial decret 500/90. Aquestes modificacions es produeixen dins la llei de les següents maneres:
- Crèdits extraordinaris i suplements de crèdits
- Ampliacions de crèdit
- Transferències de crèdit
- Generació o crèdit

La liquidació i tancament del pressupost s'ha d'efectuar el 31 de desembre de l'any natural, segons l'art. 172 LRHL. La demostració de la liquidació ha de fer-se abans del primer dia de març de l'exercici següent. Aquesta feina la fa el President de l'ens local aprovant la liquidació i donant compte al Ple en la primera sessió celebrada i enviant còpia abans d'abril a la Comunitat Autònoma i l'Administració estatal.

### Estructura
L'Ordre del Ministeri d'Economia i Hisenda de 20 de setembre de 1989 estableix l'estructura de les despeses amb classificació econòmica i funcional i, igualment podent utilitzar-la, l'orgànica. Els ingressos es classifiquen per la naturalesa econòmica que tenen, sent opcional classificar-los per destinació (funcional) o per l'òrgan gestor (orgànica).
La classificació funcional de les despeses forma grups de funció, funcions i subfuncions:
- Grup I - Serveis de caràcter general
- Grup II - Protecció civil i seguretat ciutadana
- Grup III - Seguretat, protecció i promoció social
- Grup IV - Producció de béns públics de caràcter social
- Grup V - Producció de béns públics de caràcter econòmic
- Grup VI - Regulació econòmica de caràcter general
- Grup VII - Regulació econòmica de sectors productius
- Grup IX - Transferències a Administracions públiques
- Grup 0 - Deute públic

La classificació econòmica de despeses forma capítols, articles, conceptes i subconceptes:
- Capítol I - Despeses de personal
- Capítol II - Despeses en béns corrents i serveis
- Capítol III - Despeses financeres
- Capítol IV - Transferències corrents
- Capítol VI - Inversions reals
- Capítol VII - Transferències de capital
- Capítol VIII - Actius financers
- Capítol IX - Passius financers

La classificació econòmica dels ingressos segueix aquesta estructura:
- Capítol I - Impostos directes
- Capítol II - Impostos indirectes
- Capítol III - Taxes i altres ingressos
- Capítol IV - Transferències corrents
- Capítol V - Ingressos patrimonials
- Capítol VI - Alienació d'inversions reals
- Capítol VII - Transferències de capital
- Capítol VIII - Actius financers
- Capítol IX - Passius financers

La partida pressupostària està definida per la subfunció i el concepte, excepte si segueix la classificació orgànica, en el cas que es classificaria per les tres classificacions.
La partida per a despeses està representada per: dos primers dígits que representen l'exercici corresponent; els cinc següents, la classificació orgànica (si hi ha); els cinc següents, la classificació funcional (grup de funció, funció, subfunció, programa i subprograma); els set següents, la classificació econòmica (capítol, article, concepte, subconcepte (aquest amb dos dígits), subconcepte i partida).

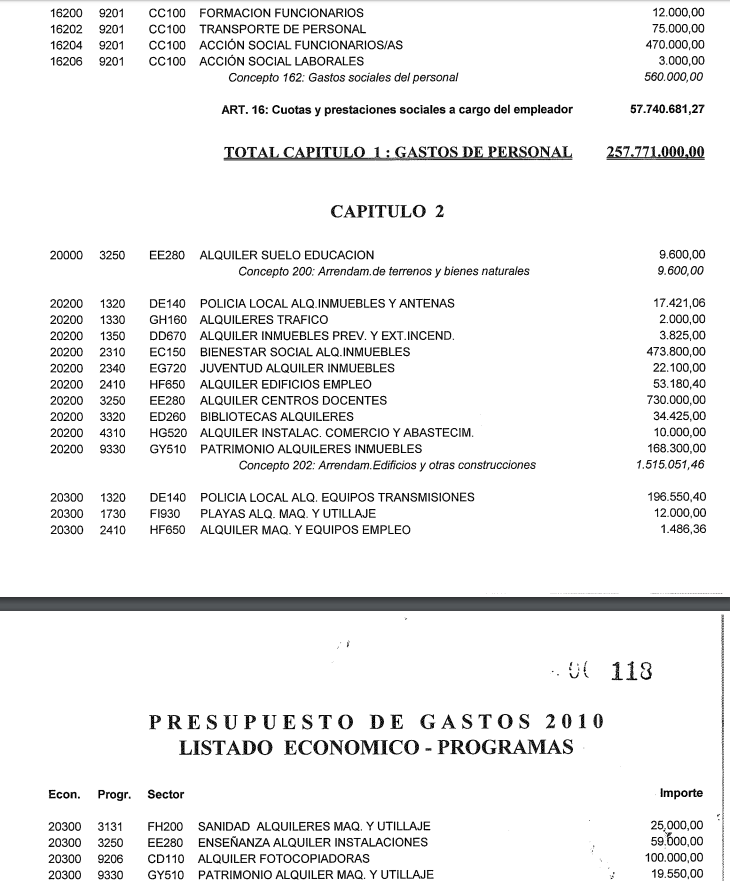
Exemple de despeses en el Pressupost Municipal de València per al 2010.

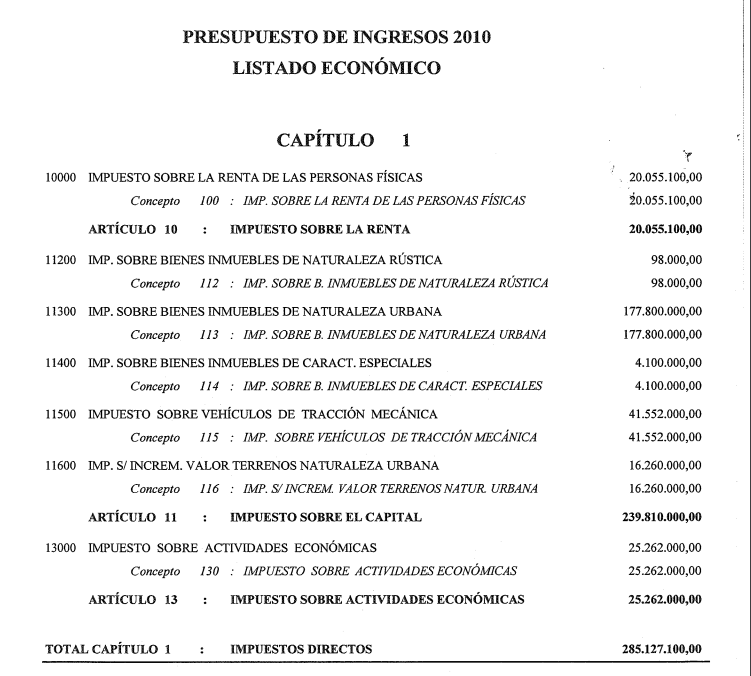
Exemple d'ingressos en el Pressupost Municipal de València per al 2010.

La partida per a ingresos per: dos primers dígits, per a l'exercici econòmic; els cinc següents, per a l'opcional classificació orgànica; els cinc addicionals, per a la classificació econòmica (capítol, article, concepte i subconcepte (dos últims dígits)).
Les entitats locals menors de 5.000 habitants tenen l'opció de presentar i executar els pressupostos generals a nivell de grup de funció, facilitant-los la gestió dels crèdits per a les despeses.

### Gestió de les despeses
Els crèdits poden estar en una de les següents situacions, segons l'art. 30 RD 500/90: disponible, retingut pendent d'utilització i no disponible.
El crèdit disponible és gestionat seguint les fases (art. 52 RD 500/90): autorització, disposició o compromís de despesa, reconeixement i liquidació de l'obligació i l'ordenació del pagament. Aquestes fases poden acumular-se en un sol acte administratiu (document Autorització-Disposició i document Autorització-Disposició i reconeixement de l'Obligació). Les altres no.
Són pagament a justificar, les ordres de pagament que tenen documents justificatius que no poden annexar-se en el moment de l'expedició.
Els acomptes de caixa fixa són les provisions de fons no pressupostaris i permanents per a situacions repetitives. Aquests fons són de la Tresoreria local que eixen de la caixa sense cap aplicació en el pressupost. La justifiació de l'aplicació d'aquests fons cal fer-la el mes de desembre de cada any.
Les despeses de caràcter plurianual són els que tenen efectes més enllà d'un sol exercici (fins a quatre anys). Poden comprometre's solament si s'inicien eixe any i que siga en un dels casos determinats per l'art. 155 LRHL i el 79 RD 500/90.